# Volfgang Kinský
Volfgang hrabě Kinský (Jan Rudolf Volfgang Maria hrabě Kinský z Vchynic a Tetova, německy Johann Rudolf Wolfgang Maria Graf Kinsky von Wchinitz und Tettau; 19. ledna 1836 Vídeň – 14. prosince 1885 Merano) byl český šlechtic z rodu Kinských. Po službě v armádě působil u císařského dvora ve Vídni a v letech 1870–1885 zastával funkci nejvyššího kuchmistra.

## Životopis

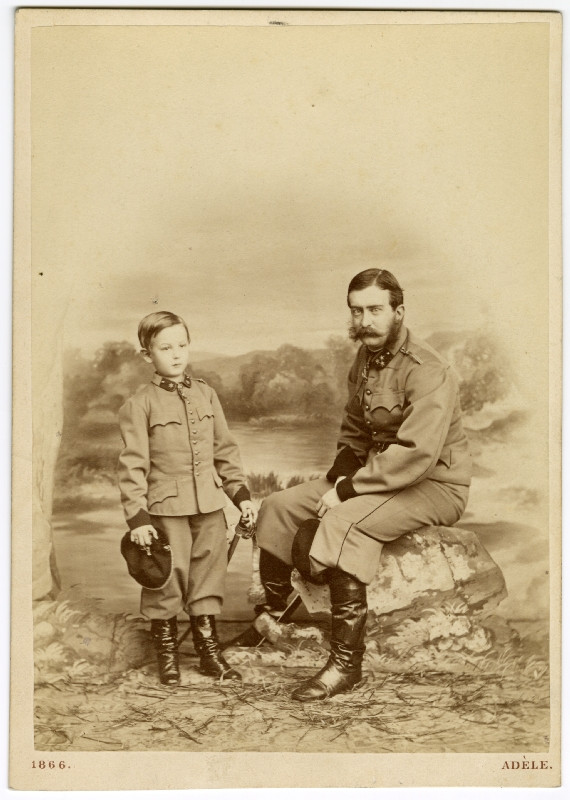
Volfgang Kinský se synovcem Volfgangem Chotkem (1866)

Pocházel ze starého českého šlechtického rodu Kinských, patřil ke kostelecké větvi. Narodil se jako třetí syn hraběte Josefa Kinského (1806–1862) a jeho manželky Marie Henrietty, rozené hraběnky Černínové z Chudenic (1806–1872). Jméno dostal po matčině otci Volfgangu Černínovi. Středoškolské vzdělání absolvoval na gymnáziu v Rychnově nad Kněžnou a poté vstoupil do armády, již v roce 1857 byl nadporučíkem u 8. pluku dragounů.. V roce 1861 dosáhl hodnosti rytmistra, téhož roku byl jmenován c. k. komořím. Několik let sloužil u 4. hulánského pluku v Uhrách, zároveň byl přidělen ke kanceláři císařského generálního pobočníka. Díky rodinným vazbám se dostal ke dvoru ve Vídni a v roce 1870 byl přeřazen z aktivní vojenské služby do c. k. zeměbrany. Od roku 1870 až do smrti zastával úřad nejvyššího kuchmistra (Oberstküchenmeister) s platem 4 000 zlatých ročně. Nejvyšší kuchmistr byl podřízen nejvyššímu hofmistrovi, měl hlavní dozor nad císařskou kuchyní (tzv. velká dvorní kuchyně se nacházela ve Švýcarském dvoře paláce Hofburg) a byl zodpovědný nad podáváním jídel na dvorních slavnostech, plesech nebo diplomatických večeřích často pro několik set hostů. V roce 1873 byl jmenován c. k. tajným radou s nárokem na oslovení Excelence.
Zemřel 14. prosince 1885 ve věku 49 let v Meranu, o pět dní později byl pohřben v rodové hrobce v Budenicích. Řada dokumentů a písemností k veřejným aktivitám Volfganga Kinského je uložena ve Státním oblastním archivu v Hradci Králové. 

## Řády a vyznamenání
Z titulu své dlouholeté funkce nejvyššího kuchmistra byl hostitelem významných návštěv u císařského dvora a díky tomu obdržel řadu ocenění od zahraničních panovníků. Od roku 1865 byl též čestným rytířem Maltézského řádu.
- Řád svaté Anny I. třídy (Rusko)
- Řád sv. Stanislava (Rusko)
- velkokříž Řádu červené orlice (Prusko)
- Řád Medžidie I. třídy (Turecko)
- velkokříž Řádu italské koruny (Itálie)
- komandér Danebrožského řádu (Dánsko)
- Řád Isabely Katolické (Španělsko)
- Řád Leopolda (Belgie)
- velkokříž Řádu Spasitele (Ŕecko)
- Řád Fridrichův (Württembersko)
- Řád Albrechtův (Sasko)
- Řád rumunské hvězdy (Rumunsko)
- Řád Takova (Srbsko)
- Řád Františka I. (Itálie)
- Řád zähringenského lva (Bádensko)
- Řád lva a slunce (Persie)
- velkodůstojník Řádu růže (Brazílie)
- velkodůstojník Řádu sv. Mořice a Lazara (Itálie)
- rytíř Řádu svatého Josefa (Toskánsko)
- Řád knížete Danila I. (Černá Hora)
- Řád Adolfa Nasavského (Lucembursko)
- Vojenská záslužná medaile (Rakousko-Uhersko)

## Rodina
V roce 1871 se ve Vídni oženil s princeznou Helenou Thurn-Taxisovou (1839–1901), dcerou bývalého nejvyššího hofmistra císařovny Alžběty Bedřicha Hanibala Thurn-Taxise. Helena byla později c. k. palácovou dámou a dámou Řádu hvězdového kříže. Manželství zůstalo bez potomstva. Helena po ovdovění žila u svého bratra Bedřicha Thurn-Taxise na zámku v Biskupicích, kam byla také převezena Volfgangova knihovna. Přesun Volfgangovy pozůstalosti na Moravu vysvětluje také přítomnost několika jeho portrétů ve sbírkách Moravské galerie v Brně.
Z Volfgangových sourozenců starší bratr Bedřich Karel (1834–1899) vlastnil velkostatek Kostelec nad Orlicí a jako dlouholetý poslanec českého zemského sněmu a říšské rady byl aktivní v politickém životě. Jejich sestra Vilemína (1838–1886) se provdala za diplomata Bohuslava Chotka (1829–1896). Z jejich manželství se narodilo devět dětí, z toho jediný syn Volfgang (1860–1926), státní úředník a kmotřenec Volfganga Kinského. Z dcer Bohuslava Chotka proslula Žofie (1868–1914), manželka následníka trůnu Františka Ferdinanda d'Este. 